# Maison d'arrêt de Rouen
Pour les articles homonymes, voir Bonne-Nouvelle.
 (octobre 2016).
La maison d'arrêt de Rouen, connue aussi sous le nom de « prison Bonne-Nouvelle », est un établissement pénitentiaire situé sur la commune de Rouen (Seine-Maritime).

## Histoire

### Bonne Nouvelle sur les écrans
Du 15 octobre au 10 décembre 1961, le réalisateur Léo Joannon tourne L'assassin est dans l'annuaire à Rouen, dont devant la prison Bonne-Nouvelle.
En 1972, le constructeur automobile français Peugeot fait tourner une publicité pour la 104 SL par Jean-Jacques Annaud à la maison d’arrêt Bonne-Nouvelle.
Les deux voyous des Valseuses (Bertrand Blier en 1974) sortent de la prison « Bonne-Nouvelle » pour parcourir l’Hexagone. En 1975, le cinéaste Pierre Granier-Deferre, réalise Adieu poulet, avec Lino Ventura et Patrick Dewaere avec une prise de vue est réalisée devant la prison Bonne-Nouvelle, où l’on voit la façade et son imposante porte d’entrée rue de la Motte (actuel boulevard de l’Europe).
En 1985 le réalisateur Serge Pénard tourne l’une des scènes principales du film Le Gaffeur au sein du greffe de la prison Bonne-Nouvelle dont on reconnaît aisément la grille d’accès entre ce service et la détention.

### Crimes en prison
D’autres évènements feront parler de la maison d’arrêt de Rouen et provoqueront la mise en place de nouvelles politiques pénitentiaires successives. Le 2 janvier 2007 à la suite d'une querelle sur l'hygiène dans la cellule, obéissant « à une pulsion d'agressivité », Nicolas Cocaign, 35 ans, frappe avec un couteau artisanal Thierry Baudry, 41 ans, avant de l'achever en l'étouffant avec des sacs poubelles. Puis, Nicolas Cocaign a préparé son repas du soir avec l'intention de manger le cœur de sa victime. Avec une lame de rasoir, il découpe le thorax de Thierry Baudry, prélève un organe qui s'est avéré être par la suite un morceau de poumon. Il mange une partie crue et cuisine le reste avec des oignons sur un réchaud de fortune. « Je voulais prendre son âme », explique-t-il au juge d'instruction, qui le met en examen pour homicide volontaire accompagné d'actes de torture et de barbarie. Nicolas Cocaign a été condamné en juin 2010 à 30 ans de réclusion criminelle .
Idir Touati s'est fait égorger par son codétenu, le mercredi 10 septembre 2008, dans une cellule. Son codétenu, Sofiane Toumi, reconnaît avoir porté les coups au cours d'une bagarre, parce qu'Idir l'avait accusé de lui avoir volé sa montre. Un miroir serait tombé et ils se seraient battus avec ces bouts de miroir. Ce jeune homme est schizophrène et a été déclaré irresponsable de ses actes par plusieurs collèges d'experts psychiatres.

## Personnalités notables
- Louis-François Desmarest, architecte de la maison d'arrêt de Rouen[8] (1814-1882)
- Arthus-Barthélémy Vingtrinier, médecin des prisons de Rouen (1796-1872)
- François-Merry Delabost, médecin chef de la prison de Rouen, inventeur de la douche[9] (1836-1918)
- Jean-Pierre Machain[10], fonctionnaire pénitentiaire, auteur et historien de la maison d'arrêt (né en 1972)[11],[12]
- Francis Caron[13], surveillant principal assassiné par Stéphane Delabrière en 1992. Il élevé au grade de 1er surveillant et est décoré de la Légion d'honneur (1956-1992)

## Détenus notables
- Kenza Benchrif, dite Poupette Kenza[14] (née en 2000)
- Joseph-Antoine Boullan (1824-1893)
- Nicolas Cocaign, dit le cannibale (né en 1971)
- Marie-Élisabeth Cons-Boutboul (1924-2021)
- René Dragon (1887-1944)
- Jules Durand (1880-1926)[15], le seul condamné à mort réhabilité au XXe siècle en France
- Valentin Feldman (1909-1942)
- Eugène Janvier de La Motte (1823-1884)
- Roger Knobelspiess (1947-2017)
- Jean-Pax Méfret (né en 1944)
- André Vitel (1921-1939), qui fut guillotiné sur la place Bonne-Nouvelle
- André Weil (1906-1998)
- Stéphane Delabrière[16] (né en 1969)
- André Kaas (né en    )[17]